# Persoonia procumbens
Persoonia procumbens (лат.) — кустарник, вид рода Персоония (Persoonia) семейства Протейные (Proteaceae), эндемик Нового Южного Уэльса в Австралии. Стелющийся куст с мясистыми крупными листьями и небольшими группами цилиндрических жёлтых цветков. Вид похож на P. daphnoides, но имеет более тёмные волоски на молодых ветвях и более мелкие, менее опушённые цветки.

## Ботаническое описание

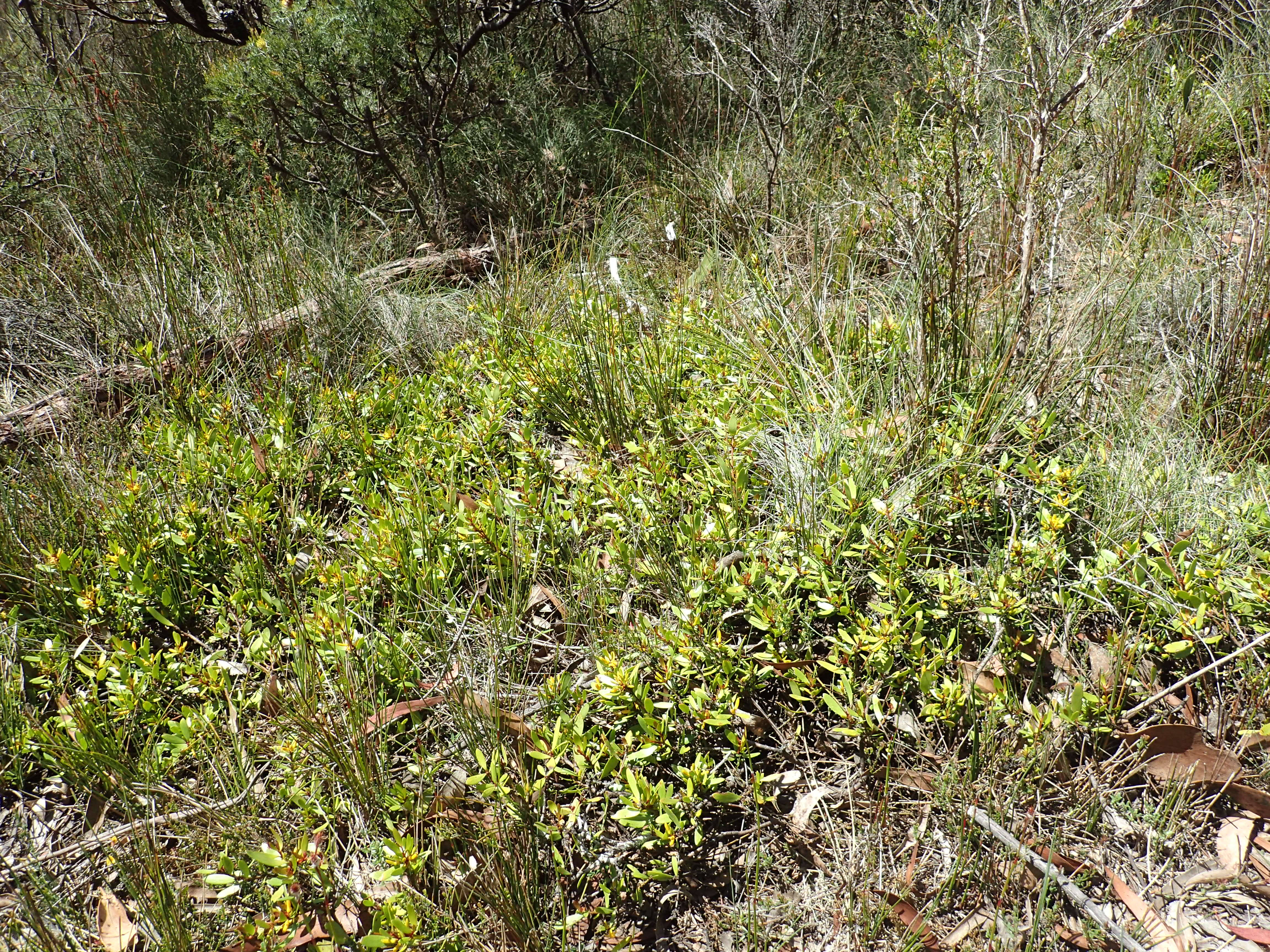
Общий вид

Persoonia procumbens — стелющийся кустарник высотой 10 см. Молодые ветви покрыты волосками ржавого цвета, которые более или менее прижаты к стеблю. Листья плоские, ложковидные, клиновидные или яйцевидные с более узким концом к основанию. Листья имеют длину 15-36 мм и ширину 4-17 мм, в молодом возрасте имеют несколько волосков, но в зрелом — становятся гладкими. Цветки жёлтые, расположены поодиночке или группами до шести на цветоносном побеге длиной до 10 мм. У каждого цветка прямостоячая цветоножка длиной 1,5-3 мм, покрытая волосками ржавого цвета. Цветок состоит из четырёх листочков околоцветника длиной 7-9 мм, сросшихся у основания, но с загнутыми назад кончиками. Центральный столбик окружён четырьмя жёлтыми пыльниками, которые также соединены в основании с загнутыми назад кончиками, так что при взгляде с конца он напоминает крест. Цветение происходит с декабря по январь. Плоды — зелёные костянки.

## Таксономия
Вид был описан в 1991 году австралийскими ботаниками Лоренсом Джонсоном и Питером Уэстоном на основе экземпляра, собранного недалеко от поворота от дороги Уотерфолл-Уэй к Национальному парку Новой Англии. Описание опубликовано в Telopea. Видовой эпитет — латинское слово, означающее «прострация» или «лицом вниз», относящееся к особенности этого вида. Ранее этот вид описывался как Persoonia prostrata subsp. С.

## Распространение и местообитание
Persoonia procumbens — эндемик австралийского штата Новый Южный Уэльс. Растёт в редколесье и лесах возле выхода гранита между Эбором и Бэкуотер на плоскогорье Новой Англии. Вид внесён в список редких, но защищён в заповеднике.
В национальном парке Варра он встречается в двух лесных растительных сообществах, как на влажном песке, так и на супеси.

## Культивирование
Вид легко выращивается в умеренном климате. Предпочитает хорошо дренированную почву в саду, хорошо поддается обрезке и имеет садовый потенциал для альпийских горок.